# Julien Andlauer
Julien Andlauer (Lyon, 5 juli 1999) is een Frans autocoureur.

## Carrière
Andlauer begon zijn autosportcarrière in het karting in 2012, waar hij drie jaar actief bleef. In 2012 en 2013 werd hij achtereenvolgens tweede en derde in de X30 Junior-klasse van de IAME International Final.
In 2015 stapte Andlauer over naar het formuleracing en nam hij deel aan het Frans Formule 4-kampioenschap. Hij behaalde twee podiumfinishes op het Circuit de Lédenon en het Circuito de Navarra. Met 116 punten werd hij achtste in de eindstand.
In 2016 maakte Andlauer de overstap naar de GT-racerij en nam hij deel aan de Franse Porsche Carrera Cup voor het team Saintéloc Racing. Hij behaalde vier podiumplaatsen: twee op het Circuit Paul Ricard en een op zowel het Circuit Zandvoort als het Autodromo Internazionale Enzo e Dino Ferrari. Met 111 punten werd hij vijfde in het kampioenschap. In 2017 stapte hij over naar het team Martínet by Almeras, waar hij zeven overwinningen uit elf races behaalde. Met 187 punten werd hij gekroond tot kampioen in de klasse. Ook debuteerde hij dat jaar in de Porsche Supercup in de seizoensfinale op het Autódromo Hermanos Rodríguez als vervanger van Steven Palette en eindigde in de eerste race als vijfde.
In 2018 reed Andlauer een volledig seizoen in de Porsche Supercup bij Martinet by Alméras. Hij behaalde podiumfinishes op de Red Bull Ring en de Hungaroring, voordat hij de laatste twee races in Mexico wist te winnen. Met 127 punten werd hij achter Michael Ammermüller, Nick Yelloly en Thomas Preining vierde in het eindklassement. Ook reed hij in de Franse Porsche Carrera Cup, waar hij met drie zeges tweede werd achter Ayhancan Güven. In 2019 bleef hij actief in de Supercup, maar stapte hij over naar het team BWT Lechner Racing. Hij won twee races op het Circuit de Barcelona-Catalunya en de Red Bull Ring en stond ook op Silverstone en de Hungaroring op het podium. Met 118 punten werd hij derde achter Ammermüller en Güven.
In het seizoen 2018-2019 debuteerde Andlauer ook in de LMGTE Am-klasse van het FIA World Endurance Championship (WEC) bij het team Dempsey-Proton Racing, waar hij de auto deelde met Matt Campbell en Christian Ried. Het trio won vier races: de 24 uur van Le Mans, de 6 uur van Silverstone, de 6 uur van Shanghai en de 1000 mijl van Sebring. Hun resultaten uit de eerste seizoenshelft telden echter niet mee voor het kampioenschap omdat het team zich niet aan de reglementen omtrent het bijvullen van brandstof had gehouden. Met 85 punten werd Andlauer zesde in het klassement.
In 2020 kwam Andlauer uit in de GT3-klasse van de Le Mans Cup bij het team Pzoberer Zürichsee by TFT, waar hij de auto met Nicolas Leutwiler deelde. Het duo behaalde twee zeges op het Circuit Paul Ricard en het Autodromo Nazionale Monza en werd met 70 punten vierde in de eindstand. Daarnaast reed Andlauer in twee races van zowel de ADAC GT Masters als de GT World Challenge Europe Endurance Cup. Verder nam hij deel aan de 24 uur van Le Mans bij Proton in de LMGTE Am-klasse, waarin hij met Vutthikorn Inthraphuvasak en Lucas Légeret tiende werd.
In 2021 begon Andlauer het seizoen in de GT-klasse van de Asian Le Mans Series bij het team GPX Racing, waar hij de auto deelde met Alain Ferté en Axcil Jefferies. Het trio won twee races op het Dubai Autodrome en het Yas Marina Circuit en werd zo met 62,5 punten tweede in de eindstand. Vervolgens keerde Andlauer terug naar de Le Mans Cup, waar hij bij TFT bleef rijden. Samen met Leutwiler won hij races op Barcelona en het Circuit de la Sarthe en werd zo met 92 punten derde in het eindklassement. Verder reed hij dat jaar in vier van de zes races van de LMGTE Am-klasse van het WEC bij Proton. Een achtste plaats tijdens de 24 uur van Le Mans was zijn beste resultaat en hij werd met 12,5 punten twintigste in de eindstand.

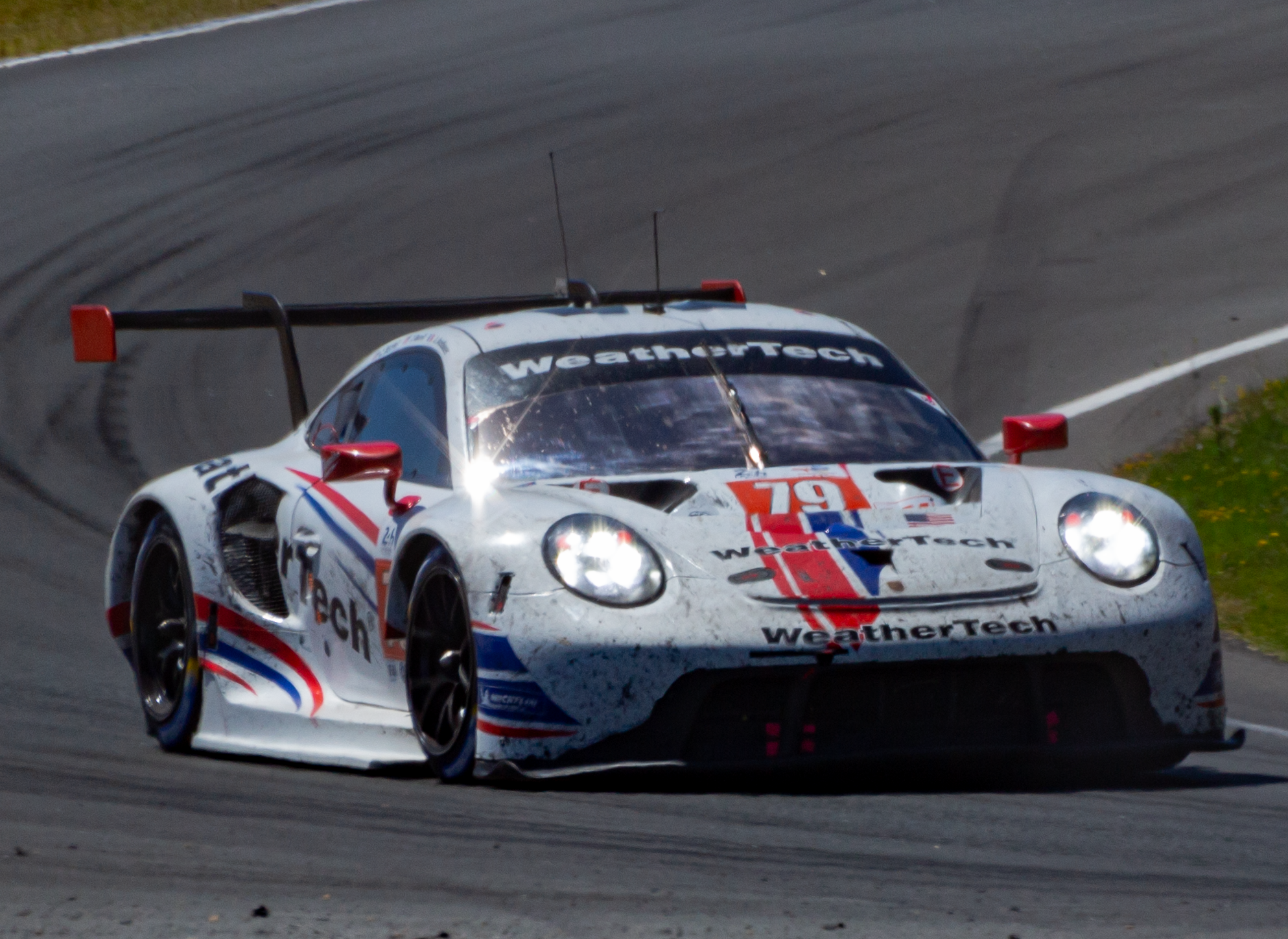
Julien Andlauer tijdens de 24 uur van Le Mans in 2022.

In 2022 had Andlauer geen vast racezitje, maar reed hij hier en daar een aantal races. In de GTP-klasse van het IMSA SportsCar Championship reed hij de eerste twee races, de 24 uur van Daytona en de 12 uur van Sebring, bij het team WeatherTech Racing en deelde de auto hier met Cooper MacNeil en Alessio Picariello. Daarnaast reed hij voor Toksport WRT in de 24 uur van Spa-Francorchamps en de 24 uur van de Nürburgring. In het WEC reed hij in de seizoensopener, de 1000 mijl van Sebring, voor Proton met Fred Poordad en Patrick Lindsey als teamgenoten en werd tiende in de LMGTE Am-klasse. Tot slot reed hij voor WeatherTech in de 24 uur van Le Mans en werd hierin met MacNeil en Thomas Merrill tweede in zijn klasse.
In 2023 keerde Andlauer terug als fulltime coureur in de LMGTE Am-klasse van het WEC, waar hij bij Proton de auto deelde met Christian Ried en Mikkel O. Pedersen. Het trio behaalde een podiumplaats in de seizoensopener, de 1000 mijl van Sebring, voordat zij in de 6 uur van Monza de zege behaalde. Ook reed Andlauer bij Proton in de LMGTE-klasse van de European Le Mans Series met Ried en Giammarco Levorato als teamgenoten; het trio won de race op Paul Ricard. Hij reed hiernaast ook in een aantal races van de GTD-klasse van het IMSA-kampioenschap bij Kelly-Moss with Riley en behaalde podiumfinishes op de Sebring International Raceway, Laguna Seca en Lime Rock Park.